# Muhammad Yunus
Muhammad Yunus (bengalsk: মুহাম্মদ ইউনুস, udtalt Muhammôd Iunus) (født 28. juni 1940 i Chittagong) er en bangladeshiske økonom og grundlægger af Grameen Bank, en institution, som tilbyder mikrokreditter (små lån til fattige mennesker som ikke kan stille sikkerhed) for at hjælpe sine kunder med at opnå kreditværdighed og økonomisk selvforsyning. I 2006 modtog Yunus og Grameen banken Nobels fredspris. Yunus selv har modtaget adskillige andre nationale og internationale hædersbevisninger.
Han er medlem af Advisory Board, ved Shahjalal Universitet for Videnskab og Teknologi. Tidligere var han professor i økonomi, ved Chittagong University hvor han udviklede begrebet mikrokredit og mikrofinansiering. Disse lån bliver givet iværksættere som er for fattige til at kvalificere sig til traditionelle banklån. Han er forfatter af Banker to the Poor og to bøger om social forretningsmodeller, og er et stiftende medlem af bestyrelsen i Grameen Amerika og Grameen Foundation. I 1996 introducerede Yunus mobiltelefoner til landsbyer. Grameen Intel er blot et af hundrede offentlige og private partnerskaber der nu medieret gennem Youth & Yunus Arkiveret 10. november 2011 hos  Wayback Machine. I begyndelsen af 2007 viste Yunus interesse i at igangsætte et politisk parti i Bangladesh navngivet Nagorik Shakti (Citizen Power), men Kasserede planen. Han er et af de stiftende medlemmer af Global Elders.
Yunus sidder i bestyrelsen for United Nations Foundation, en offentlig velgørende organisation oprettet i 1998 med entreprenør og filantrop Ted Turners historiske gave på 1 milliard $ til støtte af FNs sager. FN Fonden bygger og implementerer offentlig-private partnerskaber til at løse verdens mest presserende problemer, og udvide støtten til FN..
I marts 2011, efter måneders angreb fra regeringen i Bangladesh, fyres Yunus fra sin stilling, ved Grameen Bank med henvisning til juridisk krænkelse og en aldersgrænse på hans position.. Bangladesh højesteret stadfæstede fyringen den 8. marts. Yunus og Grameen Bank anker beslutningen, og hævder Yunus fjernelse var politisk motiveret.
Professor Yunus blev valgt af Wharton School of Business til PBS dokumentarfilm, som en af 'de 25 mest indflydelsesrige forretningsfolk i de seneste 25 år ". I 2006, satte Time Magazine han på listen over " 60 Years of Asian Heroes " som en af top 12 virksomhedsledere. i 2008, i en åben online-meningsmåling, blev Yunus kåret som den 2. mest intellektuelle person i verden på listen over Top 100 offentlige intellektuelle af Prospect Magazine (Storbritannien) og Foreign Policy (USA).